# توماس استیونز

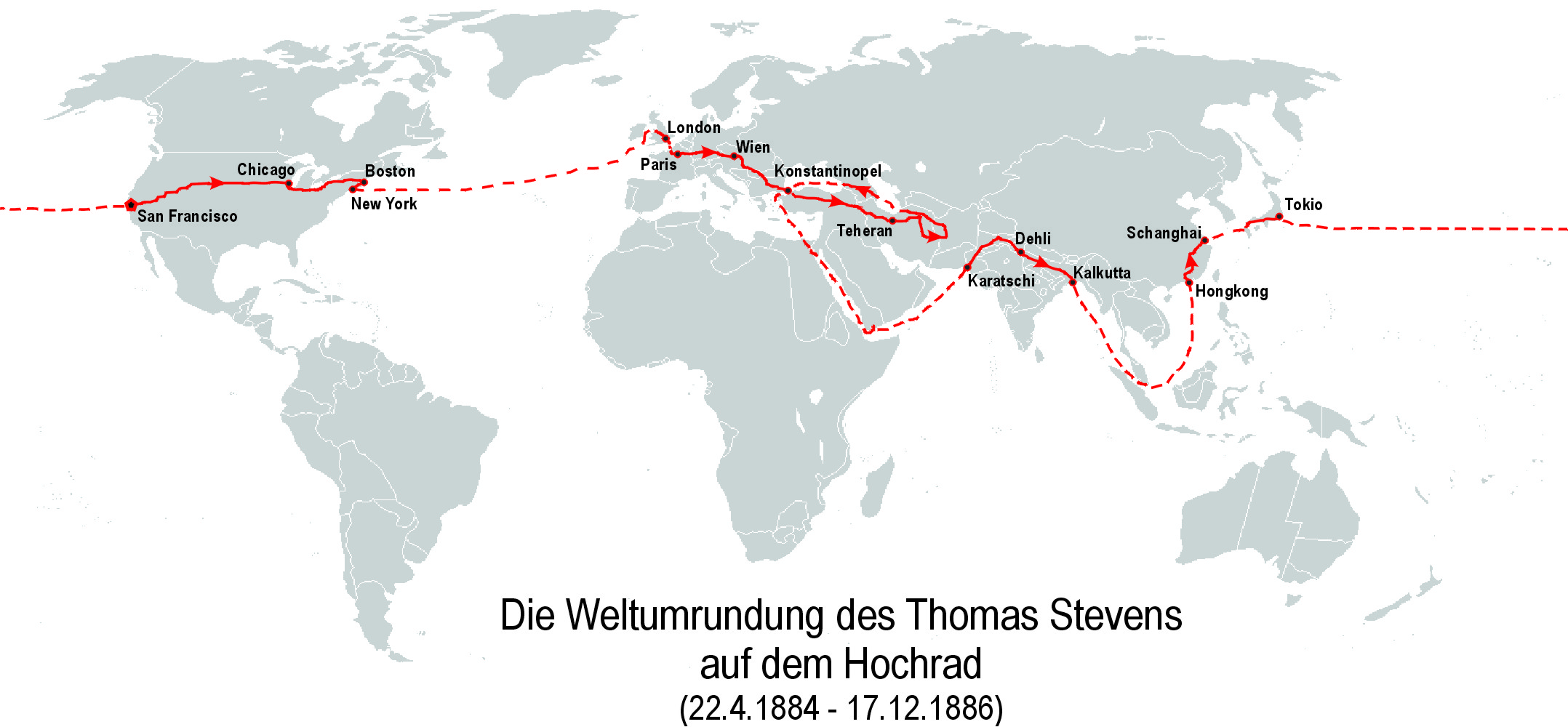
مسیر توماس استیونس

توماس استیونز (۱۸۵۴–۱۹۳۵)، نخستین کسی بود که با دوچرخه دور دنیا گشت. او با دوچرخه قدیمی خود که از نوع بلند چرخ («های ویلر») یا «پنی فارتینگ» بود از سان فرانسیسکو به شرق آمریکا رکاب زد و از آنجا با کشتی بخاری به لیورپول و از آنجا به اروپا و ترکیه و ایران رفت. از ایران به افغانستان و هند رفت. از هند با کشتی به هنگ‌کنگ و سپس به ساحل شرقی چین و بعد به ژاپن رفت و با کشتی به سان فرانسیسکو بازگشت. در ایران با ناصرالدین شاه قاجار دیدارهایی داشت.